# Guillaume Bottazzi

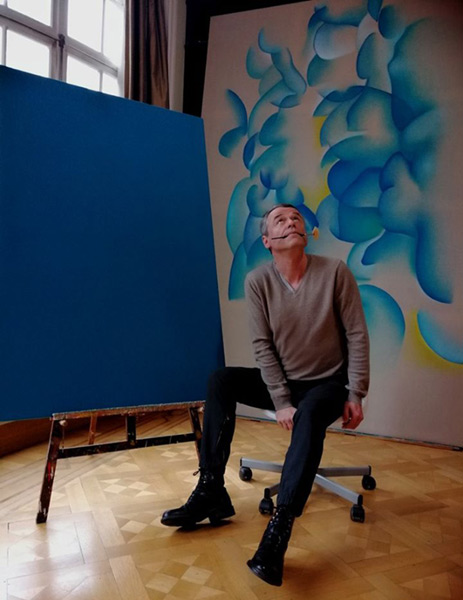
Guillaume Bottazzi, 2020

Guillaume Bottazzi (Lyon, 25 de julio de 1971) es un artista plástico francés.
Se ha dedicado al arte desde los 17 años, ha vivido en Italia, Francia, Bélgica, Japón y Estados Unidos y desde 1992 realiza obras en sitios específicos. Tiene más de 40 grandes obras

## Galería

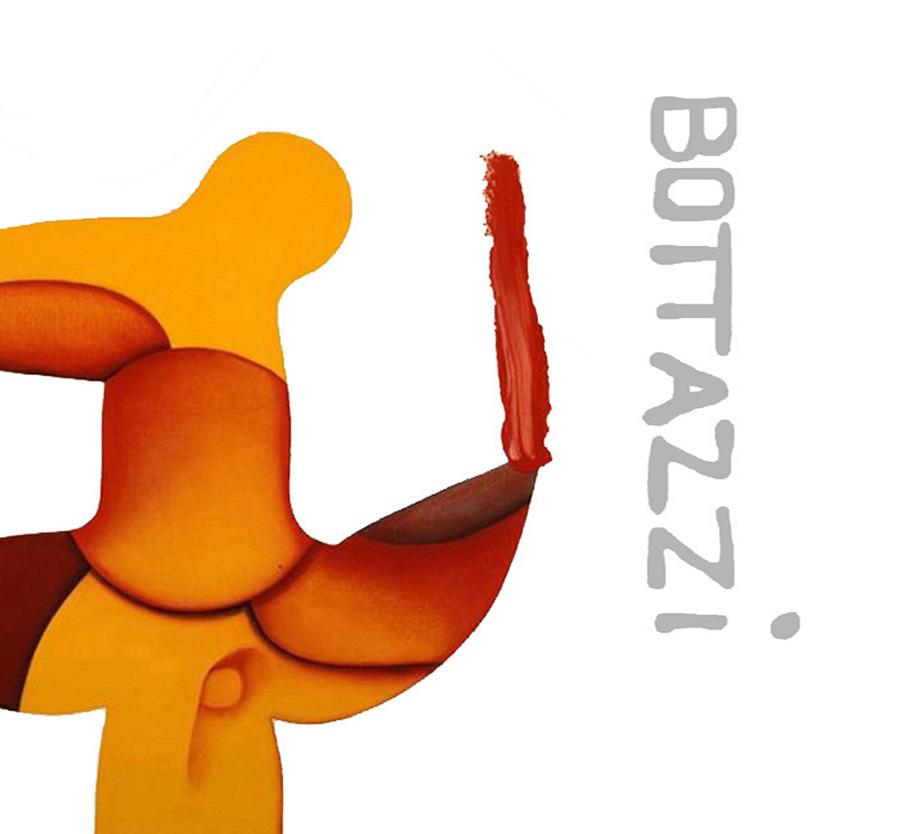
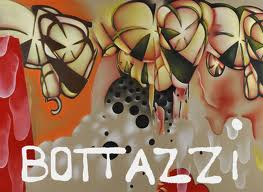
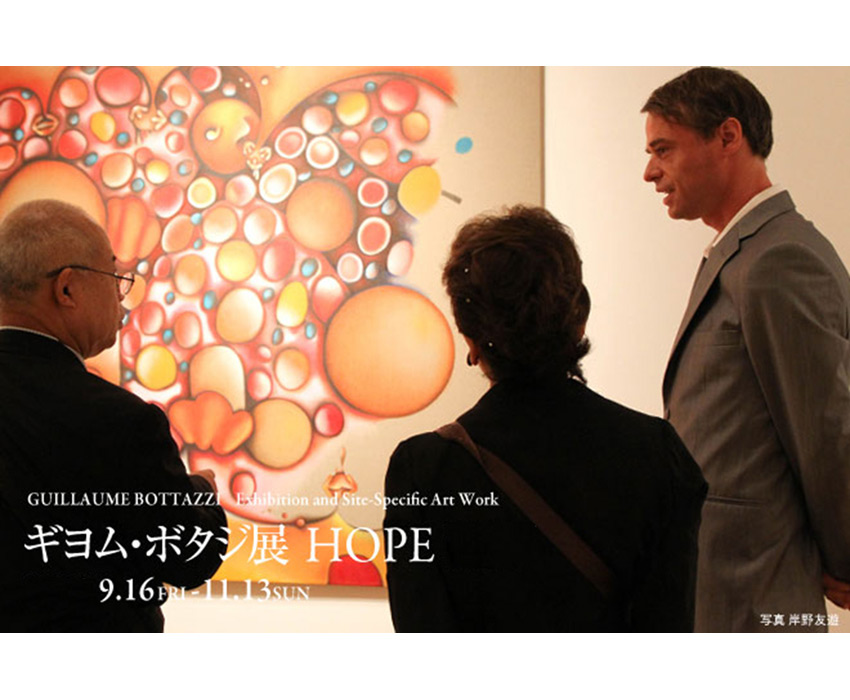
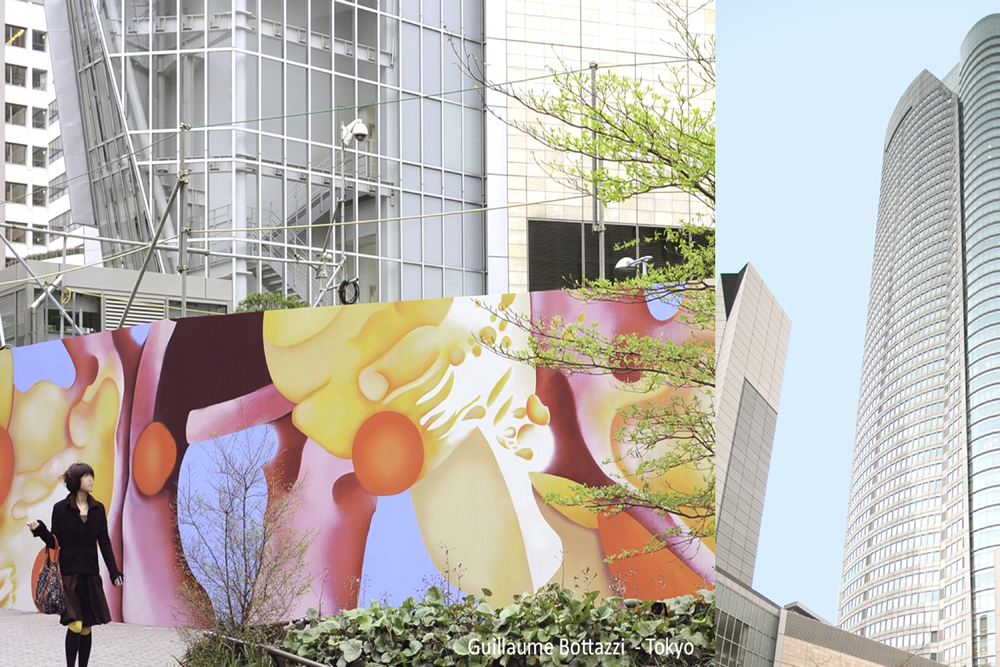
Guillaume Bottazzi, arte público, Tokio, Japón
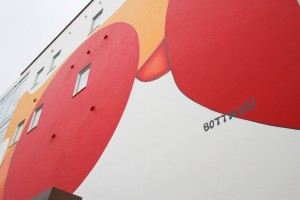
Guillaume Bottazzi, arte público, museo de Arte Miyanomori, Japón
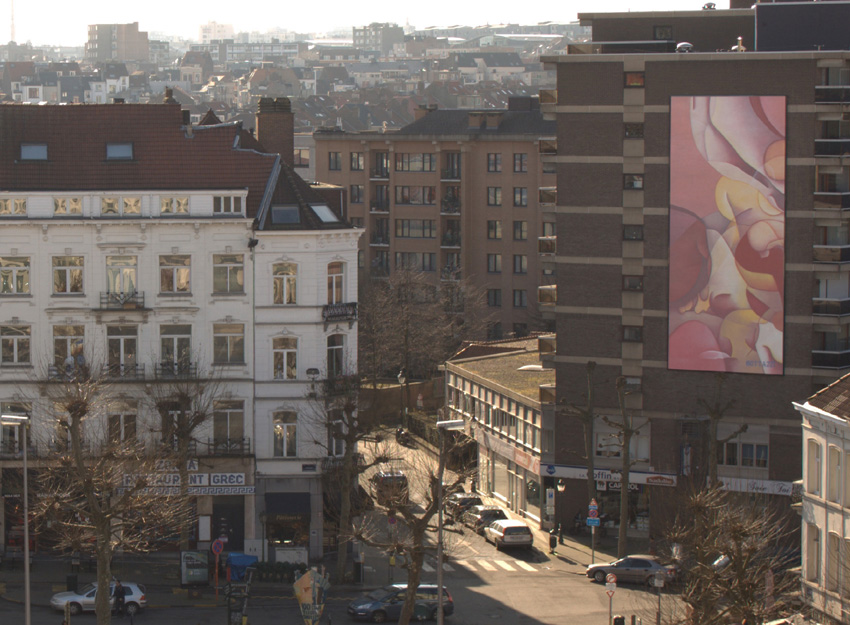
Guillaume Bottazzi, arte público, Bruselas, Belgica
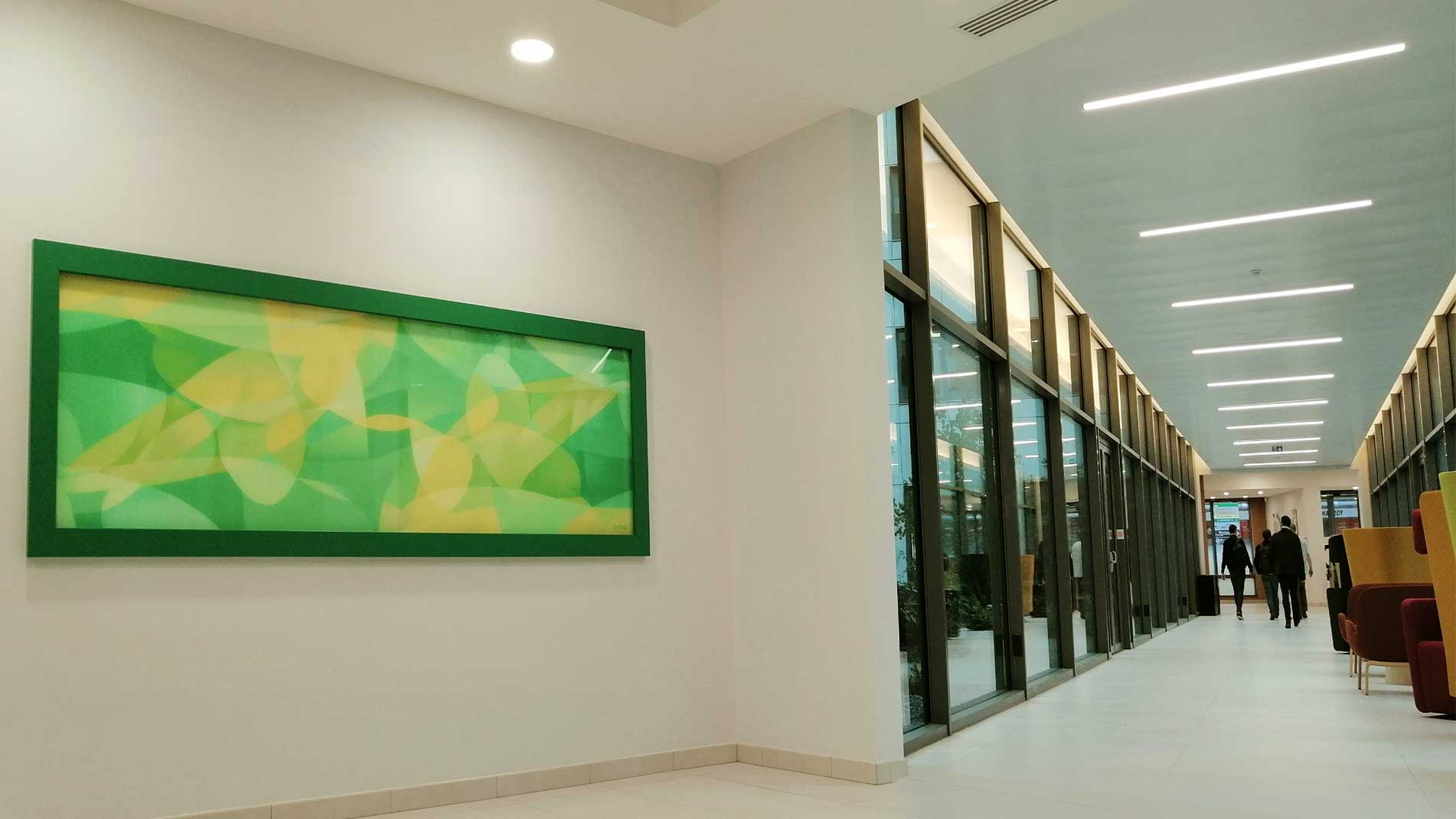
Guillaume Bottazzi, arte público, Lille, Francia
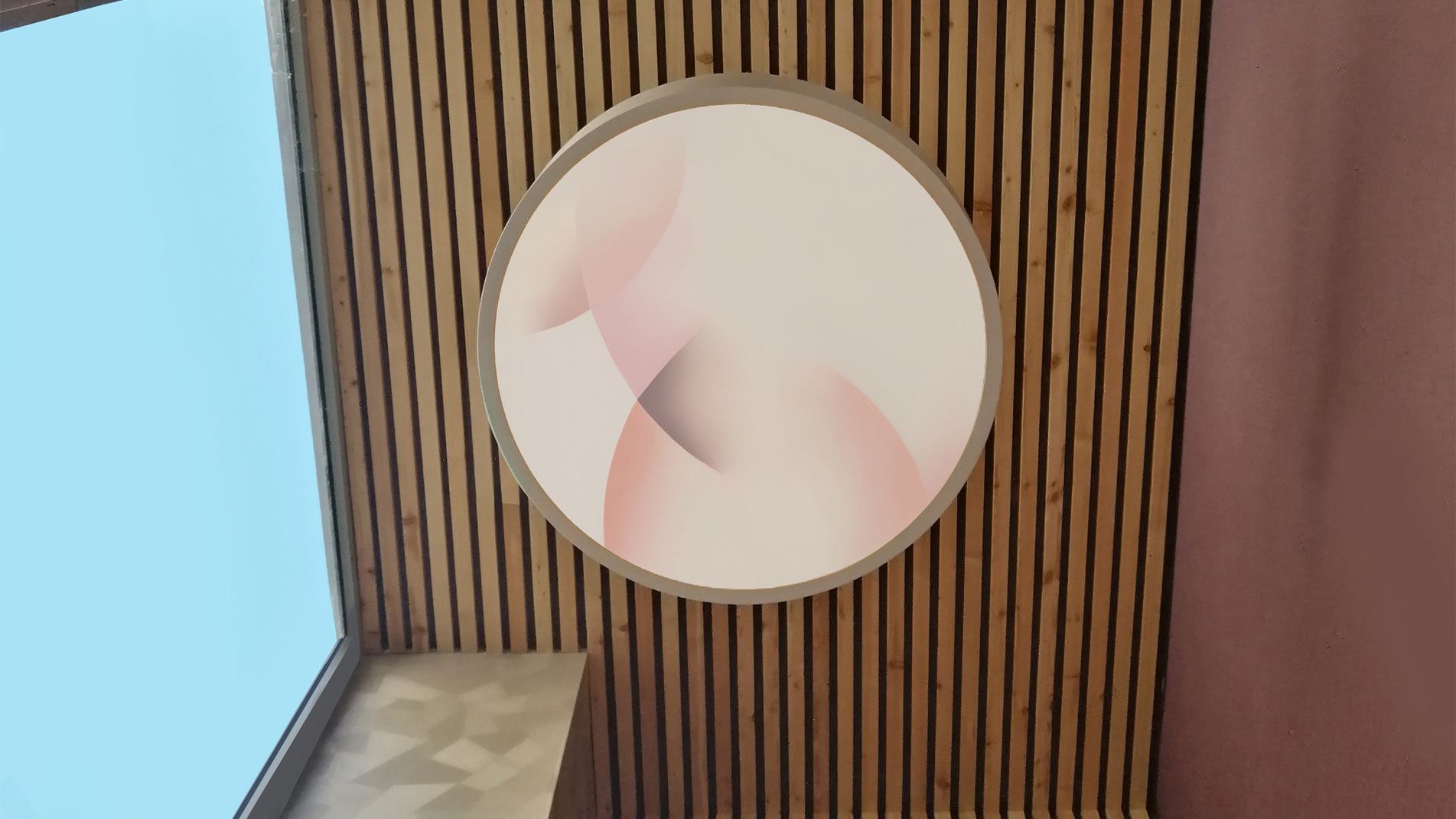
Guillaume Bottazzi, obra retroiluminada, Lyon, Francia.
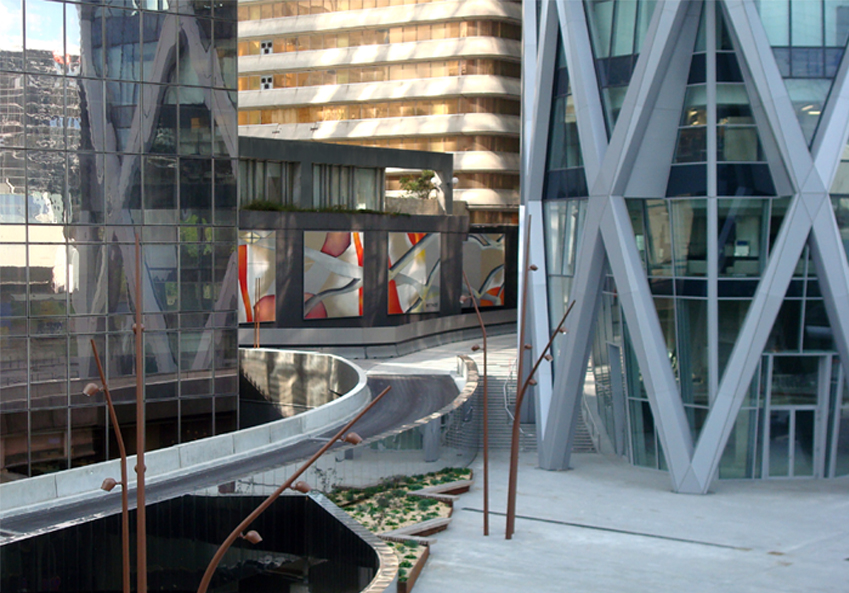
Guillaume Bottazzi, arte público, París La Défense, Francia
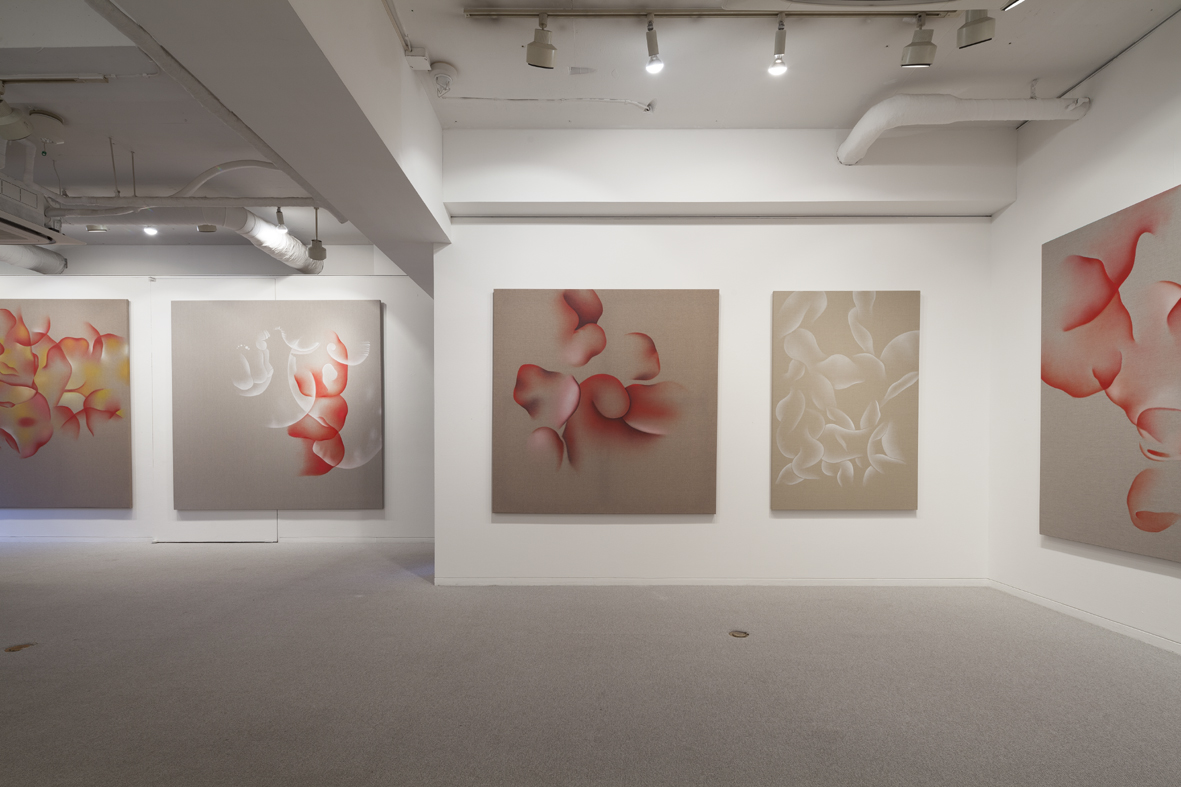
Guillaume Bottazzi, Galería Itsutsuji, Tokio, Japón
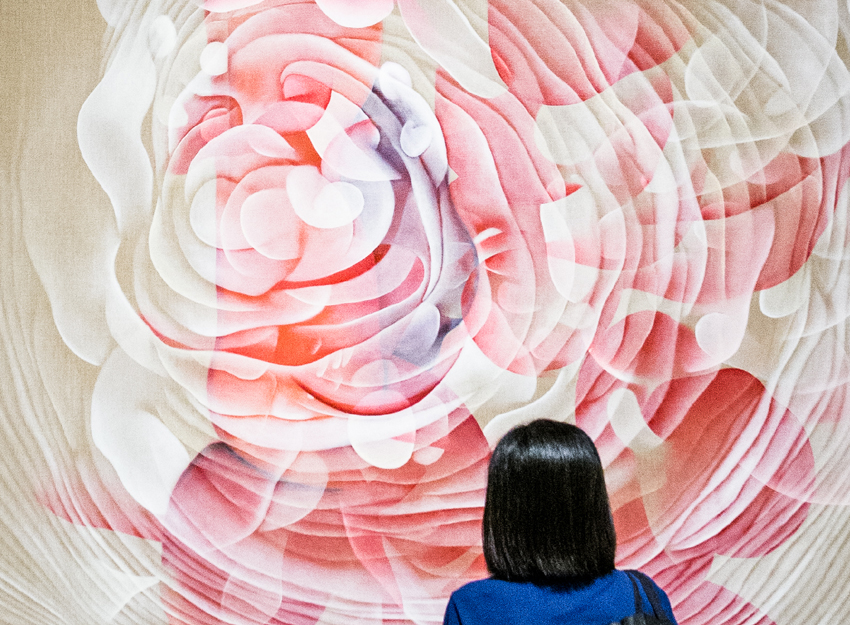
Guillaume Bottazzi, Hong Kong
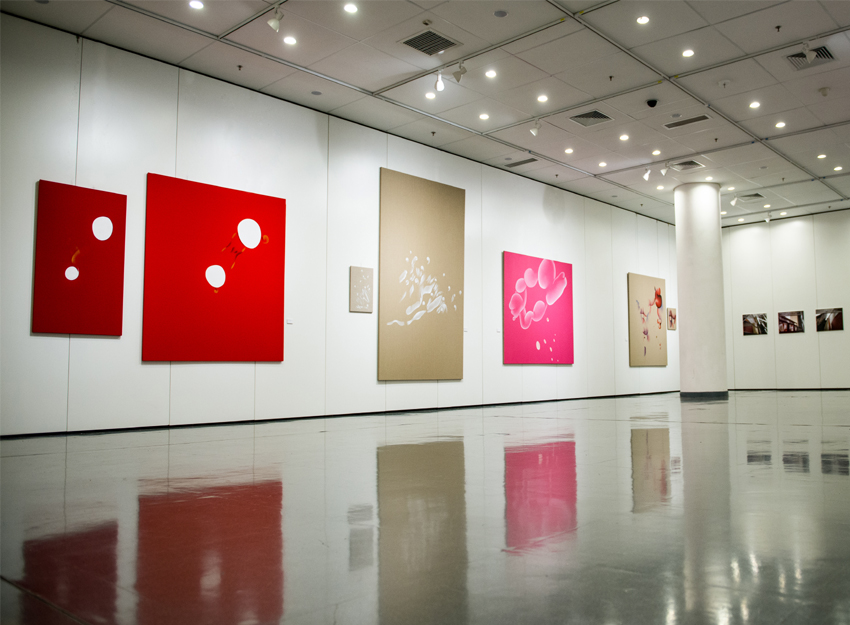
Guillaume Bottazzi, Hong Kong, 2016
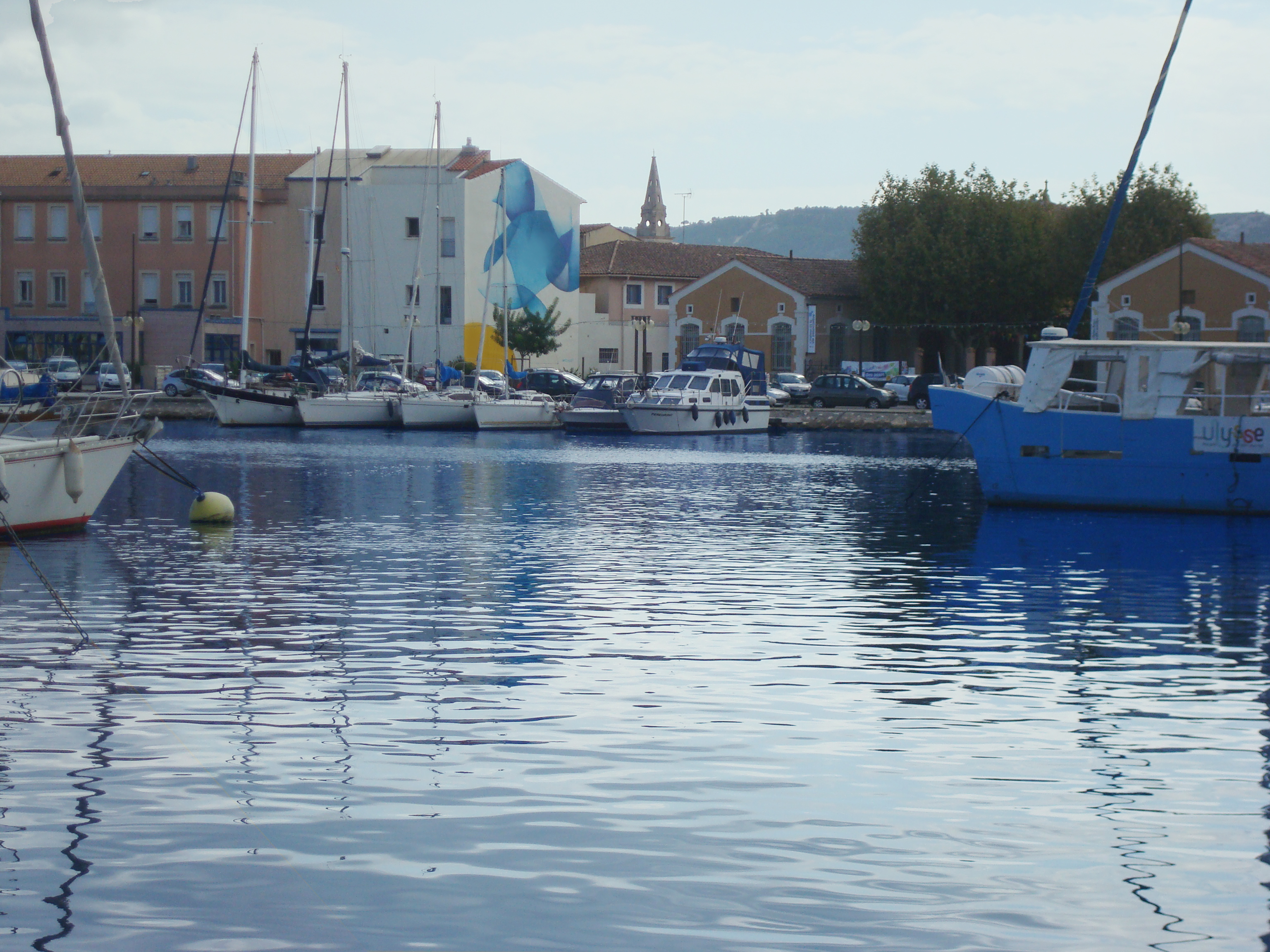
Guillaume Bottazzi, arte público, Martigues, Francia
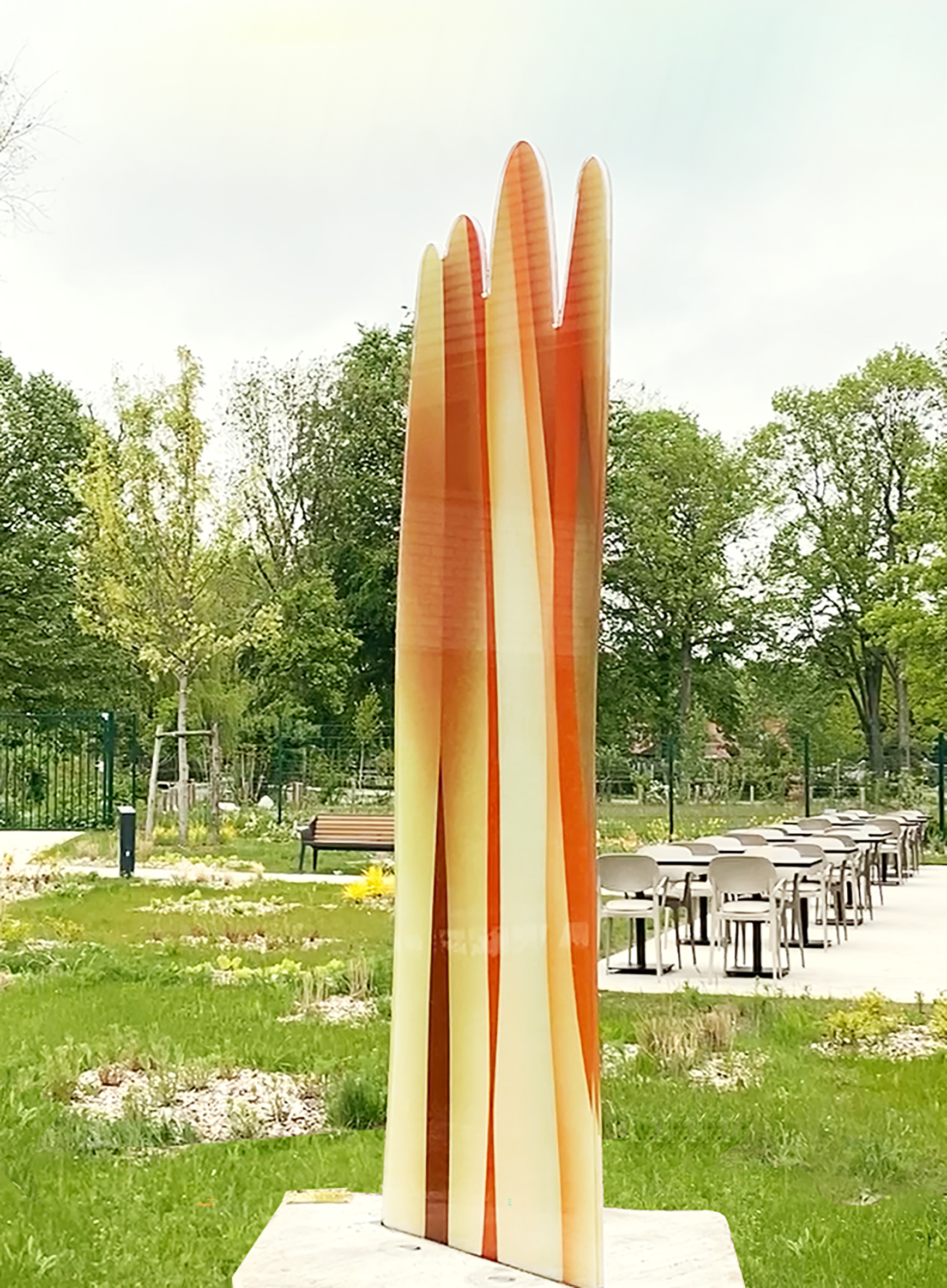
Guillaume Bottazzi, arte público, escultura, Francia